# 麗尊酒店
麗尊酒店（英語：The Lees Hotel）為高雄市的五星級酒店之一，飯店內設有2樓木櫃工廠創意鍋物、3樓芙悅軒湘粵料理、7樓加勒碧海休閒中心等設施。麗尊酒店地理位置方便，位於五福一路。

## 週邊景點
- 高雄市文化中心
- 大統百貨
- 新堀江商圈
- 高雄捷運橘線信義國小站

## 麗尊集團旗下飯店品牌
- 麗尊酒店：高雄市五福一路105號
- 帕可麗酒店：高雄市鼓山區文信路192號
- 木櫃工廠：麗尊酒店2F
- 艾可廚坊：高雄市鼓山區文信路192號
- 芙悅軒：麗尊酒店3F

## 外部連結
- 麗尊酒店官方網站 （页面存档备份，存于）
  - 高雄麗尊酒店 The Lees Hotel, Kaohsiung的Facebook專頁
  - YouTube上的高雄麗尊酒店頻道
- 帕可麗酒店 臺灣旅宿網 （页面存档备份，存于）
- 麗尊大酒店 臺灣旅宿網